# Kanton Bernay-Est
Der Kanton Bernay-Est war von 1985 bis 2015 ein französischer Wahlkreis im Arrondissement Bernay, im Département Eure und in der Region Haute-Normandie; sein Hauptort war Bernay.

## Gemeinden
Der Kanton bestand aus acht Gemeinden und einem Teil der Stadt Bernay:
| Gemeinde                  | Einwohner  | Code postal | Code Insee |
| ------------------------- | ---------- | ----------- | ---------- |
| Bernay (teilweise)        | 11.024 (1) | 27300       | 27056      |
| Carsix                    | 233        | 27300       | 27131      |
| Corneville-la-Fouquetière | 83         | 27300       | 27173      |
| Fontaine-l’Abbé           | 549        | 27300       | 27251      |
| Menneval                  | 1.322      | 27300       | 27398      |
| Saint-Aubin-le-Vertueux   | 822        | 27300       | 27516      |
| Saint-Clair-d’Arcey       | 325        | 27300       | 27523      |
| Saint-Léger-de-Rôtes      | 426        | 27300       | 27557      |
| Serquigny                 | 2.053      | 27470       | 27622      |

(1) Einwohnerzahl der Gesamtstadt